# 王朝交替説
王朝交替説（おうちょうこうたいせつ）は、日本の古墳時代に皇統の断続があり、複数の王朝の交替があったとする学説。

## 概要
第二次世界大戦前まで支配的だった万世一系という概念に対する批判・懐疑から生まれた説で、1952年に水野祐が唱えた三王朝交替説がその最初のものでありかつ代表的なものである。ただし、それに先立つ1948年に江上波夫が発表した騎馬民族征服王朝説も広い意味で王朝交替説であり、崇神天皇を起点とする皇統に着目している点など水野祐の説が江上波夫の説の影響を受けていることを指摘する学者もいる。のち水野自身、自説をネオ狩猟騎馬民族説と呼んでいる。また、古代天皇の非実在論に基づいている点は津田左右吉の影響を受けており、九州国家の王であった仁徳天皇が畿内を征服して王朝を開いたという説は邪馬台国九州説の発展に他ならない。
水野の三王朝交替説はその後様々な研究者により批判がなされていくが、現在では万世一系を否定する学者でも水野の唱えるように全く異なる血統による劇的な王権の交替があったと考えるものは多くない。水野のいう「王朝」の拠点が時代により移動していることも政治の中心地が移動しただけで往々にして見られる例であり、必ずしも劇的な権力の交替とは結びつかないとされている。また、ある特定の血統が大王位を独占的に継承する「王朝」が確立するのは応神・仁徳朝以降のことで、それ以前は数代の大王は血縁関係にあっても「王朝」と呼べる形態になっていなかったとする見解がある。
こうした王朝交替説が戦後盛んに唱えられるようになった背景には戦前の「万世一系」への批判、反発とマルクス主義史観学の流行にあったのだが、今日ではこうした王朝の交替、非連続性を強調するような論には違和感があるとされている。

## 三王朝交替説
昭和初期（戦前）、津田左右吉は記紀が皇室の日本統治の正当性を高めるために高度な政治的な理由で編纂されたとの意見を表現し、有罪判決を受けた。
戦後になって記紀批判が行えるようになり、昭和29年（1954年）、水野祐が『増訂日本古代王朝史論序説』を発表。この著書で水野は、古事記の記載（天皇の没した年の干支や天皇の和風諡号など）を分析した結果、崇神から推古に至る過程でそれぞれ血統の異なる古・中・新の3王朝が交替していたのではないかとする説を立てたが、これは皇統の万世一系という概念を覆す可能性のある繊細かつ大胆な仮説であった。水野は、古事記で没した年の干支が記載されている天皇は、神武天皇から推古天皇までの33代の天皇のうち、半数に満たない15代であることに注目し、その他の18代は実在しなかった（創作された架空の天皇である）可能性を指摘した。そして、15代の天皇を軸とする天皇系譜を新たに作成して考察を展開した。仮説では、記紀の天皇の代数の表記に合わせると、第10代の崇神天皇、第15代の応神天皇、第26代の継体天皇を初代とする3王朝の興廃があったとされる。崇神王朝、応神王朝、継体王朝の3王朝が存在し、現天皇は継体王朝の末裔とされている。
水野祐の学説は当時の学界で注目はされたが賛同者は少なく、その後水野の学説を批判的に発展させた学説が古代史学の学界で発表された。井上光貞の著書『日本国家の起源』（1960年、岩波新書）を皮切りに、直木孝次郎、岡田精司、上田正昭などによって学説が発表され、王朝交替説は学界で大きくクローズアップされるようになった。古代史の学説を整理した鈴木靖民も王朝交替論は「古代史研究で戦後最大の学説」と著書『古代国家史研究の歩み』で評価している。また、王朝交替説に対して全面的に批判を展開した前之園亮一も著書『古代王朝交替説批判』のなかで、万世一系の否定に果たした意義を評価している。
仮説上の崇神王朝、応神王朝、継体王朝について詳しく下述する。

### 崇神王朝（三輪王朝・イリ王朝）
崇神王朝は大和の三輪地方（三輪山麓）に本拠をおいたと推測され三輪王朝ともよばれている。水野祐は古王朝と呼称した。この王朝に属する天皇や皇族に「イリヒコ」「イリヒメ」など「イリ」のつく名称をもつ者が多いことから「イリ王朝」とよばれることもある。この名称はこの時期に限られており、後代に贈られた和風諡号とは考えられない。崇神天皇の名はミマキイリヒコイニエ、垂仁天皇の名はイクメイリヒコイサチである。他にも崇神天皇の子でトヨキイリヒコ・トヨキイリヒメなどがいる。
古墳の編年などから大型古墳はその時代の盟主（大王）の墳墓である可能性が高いことなどから推測すると、古墳時代の前期（3世紀の中葉から4世紀の初期）に奈良盆地の東南部の三輪山山麓に大和・柳本古墳群が展開し、渋谷向山古墳（景行陵に比定）、箸墓古墳（卑弥呼の墓と推測する研究者もいる）、行燈山古墳（崇神陵に比定）、メスリ塚、西殿塚古墳（手白香皇女墓と比定）などの墳丘長が300から200メートルある大古墳が点在し、この地方（現桜井市や天理市）に王権があったことがわかる。さらに、これらの王たちの宮（都）は『記紀』によれば、先に挙げた大古墳のある地域と重なっていることを考え合わせると、崇神天皇に始まる政権はこの地域を中心に成立したと推測でき、三輪政権と呼ぶことができる。
日本古代国家の形成という視点から三輪政権は、初期大和政権と捉えることができる。この政権の成立年代は3世紀中葉か末ないし4世紀前半と推測されている。それは古墳時代前期に当たり、形式化された巨大古墳が築造された。政権の性格は、「鬼道を事とし、能く衆を惑わす」卑弥呼を女王とする邪馬台国の呪術的政権ではなく、宗教的性格は残しながらもより権力的な政権であったと考えられている。

### 応神王朝（河内王朝・ワケ王朝）
応神王朝は天皇の宮と御陵が河内（当時、律令制以前の為、律令制以後の河内国以外の摂津国、和泉国の範囲を含んでいた）に多いことから河内王朝ともよばれている。この王朝に属する天皇や皇族に「ワケ」のつく名称をもつ者が多いことから「ワケ王朝」とよばれることもある。河内王朝は王朝交替論の中でも特に大きな存在感を占めている。水野祐は中王朝と呼称し、一般に初期大和政権、第2次大和政権などと呼ばれる王朝である。
なお、応神天皇を架空の天皇とする見解もある。応神天皇の出生が伝説的であることから、応神天皇と仁徳天皇は本来同一の人格であったものが三輪王朝と河内王朝を結びつけるために二つに分離されて応神天皇が作り出されたとする説で、この場合王朝は仁徳王朝とよばれる。水野祐も仁徳王朝としている。
河内王朝（応神王朝）は宋書に倭の五王が10回にわたり遣使したとの記述があり、倭の五王が河内王朝の大王と推測されることから王朝全体の実在の可能性は高い。ただし、倭の五王の比定は諸説ある。
また、大阪平野には河内の古市墳群にある誉田御廟山古墳（伝応神陵）や和泉の百舌鳥古墳群にある大仙陵古墳（伝仁徳陵）など巨大な前方後円墳が現存することや、応神天皇は難波の大隅宮に、仁徳天皇は難波の高津宮に、反正天皇は丹比（大阪府松原市）柴垣に、それぞれ大阪平野の河内や和泉に都が設置されていることなどから、河内王朝時代に大阪平野に強大な政治権力の拠点があったことは間違いない。
この河内王朝説を批判する門脇禎二によると河内平野の開発は新王朝の樹立などではなく、初期大和政権の河内地方への進出であったとする。また、河内王朝肯定説の中でも直木孝次郎、岡田精司による、瀬戸内海の制海権を握って勢力を強大化させた河内の勢力が初期大和政権と対立し打倒したとする説や、上田正昭による三輪王朝（崇神王朝）が滅んで河内王朝（応神王朝）に受け継がれたとする説、水野祐、井上光貞の九州の勢力が応神天皇または仁徳天皇の時代に征服者として畿内に侵攻したとする説などの違いがある。

### 継体新王朝（越前王朝・近江王朝）
継体天皇は応神天皇5代の末裔とされているが、これが事実かどうかは判断がわかれている。水野祐は継体天皇は近江か越前の豪族であり皇位を簒奪したとした。
また、即位後もすぐには大和の地にはいらず、北河内や南山城などの地域を転々とし、即位20年目に大和に入ったことから、大和には継体天皇の即位を認めない勢力があって戦闘状態にあったと考える説（直木孝次郎説）や、継体天皇はその当時認められていた女系の天皇、すなわち近江の息長氏は大王家に妃を何度となく入れており継体天皇も息長氏系統の王位継承資格者であって、皇位簒奪のような王朝交替はなかったと考える説（平野邦雄説）がある。
なお、継体天皇が事実応神天皇の5代の末裔であったとしても、これは血縁が非常に薄いため、王朝交替説とは関わりなく継体天皇をもって皇統に変更があったとみなす学者は多い。ただし、継体天皇の即位に当たっては前政権の支配機構をそっくりそのまま受け継いでいること、また血統の点でも前の大王家の皇女（手白香皇女）を妻として入り婿の形で皇位を継承していることなどから、これを新王朝として区別できるかどうかは疑問とする考え方もある。
継体が大王家の王統とは血の繋がらない王族や地方豪族であったのか、五世紀の大王家となんらかの血縁でつながる「王族」であったかは依然として論の分かれるところとなっている。

## その他の仮説上の王朝

### 葛城王朝説
鳥越憲三郎が唱えた説で、三王朝交替説では実在を否定されている神武天皇及びいわゆる欠史八代の天皇は実在した天皇であり、崇神王朝以前に存在した奈良県葛城地方を拠点とした王朝であったが崇神王朝に滅ぼされたとする説。詳細は欠史八代の「葛城王朝説」を参照。
河内王朝は、瀬戸内海の海上権を握ったことと奈良盆地西南部の有力豪族葛城氏の協力を得たことによって成立したと考えられる。仁徳天皇は葛城襲津彦（そつひこ）の娘磐之媛（いわのひめ）を皇后に立て、のちの履中、反正、允恭の3天皇を産んでいる。また、履中天皇は襲津彦の孫黒姫を后とし市辺押磐皇子を産み、押磐皇子は襲津彦の曾孫に当たる荑媛（はえひめ）を后としてのちの顕宗、仁賢の2天皇を産んでいる。さらに、雄略天皇は葛城円大臣の娘韓姫（からひめ）を后としてのちの清寧天皇を産んだと所伝される。こうした『記紀』などの記述から葛城氏が河内王朝と密接な関係があったとされる。

### 舒明王朝説
岡田英弘によれば、『魏志倭人伝』の時代において、日本列島に散在した倭人の「諸国」とは華僑たちが居住する交易の拠点であり、北九州の「奴国」や邪馬台国などの倭王たちは、中国の都合で設置された、倭人の「諸国」の「アムフィクテュオニア」の盟主にすぎず、国家といえるような実態は日本列島にはまだ存在しなかった。
日本書紀にみえる歴代の天皇たちについては、神武天皇より応神天皇までは、創作された架空の存在とし、当時の近畿地方の人々に「最初の倭王」と認識されていたのが「河内王朝」の創始者である禰（でい、日本書紀でいう仁徳天皇）とし、その後播磨王朝、越前王朝が次々に交代したとする。
また、日本書紀が、現皇室系譜を直接には「越前王朝の祖」継体天皇にさかのぼらせている点について、隋書の記述を根拠として、日本書紀には日本書紀の成立直前の倭国の王統について極めて大きな作為があること、また、舒明天皇とそれ以前の皇統の間でも「王朝の交代」があった可能性を指摘している。

### 九州王朝説
邪馬台国九州説の延長として、7世紀までの倭国の中心地が九州にあったとする説。

### 無王朝（古代豪族選挙王制）説
佐藤長門は、前方後円墳の同一形状の継承は血縁による王朝が続いていたという証拠にはなっておらず、むしろ血縁関係のない地方豪族による連合政権であった事を示しているとし、従来の東洋史のように父系集団による「王朝」概念を日本古代史に当てはめることへの疑念を呈した。
『宋書』は讃、珍、済、興、武のいわゆる倭の五王について、讃と珍を兄弟、済と興と武を親子とするが、珍と済の間のみ血縁関係を記されていない。これについて古市晃（神戸大学教授）は、『宋書』は他の王朝の血縁関係には注意を払っており、珍と済には血縁関係がないとみるべきであるとし、倭王の継承は複数の血縁集団による選挙王制であった可能性を提唱した。